# Ley de Fomento de la Financiación Empresarial
La ley de Fomento de la Financiación Empresarial (oficialmente, Ley 5/2015 de 27 de abril) es una ley española cuyo fin es establecer las pautas para facilitar la financiación de empresas en el mercado español. Fue publicada en el Boletín Oficial del Estado el 28 de abril de 2015.

## Pormenores de la ley
La ley tiene como objetivos principales:
1. Hacer más accesible y flexible la financiación bancaria a las pequeñas y medianas empresas.
2. Avanzar en el desarrollo de medios alternativos de financiación, sentando las bases regulatorias para fortalecer fuentes de financiación corporativa directa o financiación no bancaria en España. Entre estas fuentes alternativas destacaría la financiación colectiva (también conocida como financiación participativa o crowdfunding). La Ley regula por primera vez las plataformas de este tipo de financiación.

### Financiación participativa
La ley estipula que el importe máximo de captación de fondos por proyecto de financiación participativa a través de plataformas crowdfunding no podrá ser superior a un millón de euros en total. Al mismo tiempo se fija la aportación máxima de un inversor no acreditado en 3000 euros, tratándose del mismo proyecto hecho público por la plataforma de financiación, y en 10 000 euros en un periodo de 12 meses tratándose del conjunto de proyectos publicados por una misma. 
Sin embargo, los inversores acreditados no tendrán límites anuales para la inversión. Estos incluyen a instituciones, las empresas con más de un millón de euros de activo, o más de dos millones de cifra de negocio, los inversores con recursos propios superiores a 300 000 euros y todas las personas físicas o jurídicas cuyos niveles de renta superen los 50.000 euros anuales o tengan un patrimonio superior a 100 000 euros y soliciten expresamente este tratamiento.

### Medidas adicionales
- Mercado Alternativo Bursátil (MAB): Flexibilización de tránsito desde el MAB hacia la Bolsa de aquellas compañías cuyo desarrollo y crecimiento requiere la cotización oficial en este mercado.
- Comisión Nacional del Mercado de Valores (CNMV): Se refuerza la capacidad de supervisión de la CNMV, que podrá elaborar guías técnicas de aplicación de la normativa y será la autoridad competente para la autorización y revocación de las entidades. Además, con respecto al crowdfunding, será esta la encargada de supervisar la actividad en aquellos casos en los que se dé intermediación de préstamos.
- Establecimientos financieros de crédito: Siendo fundamentales para la financiación del consumo en España, contarán con los baremos de supervisión y solvencia aplicables a los bancos, lo que supondría mantener estas entidades en el perímetro de control e inspección financieras.